# NICMOS

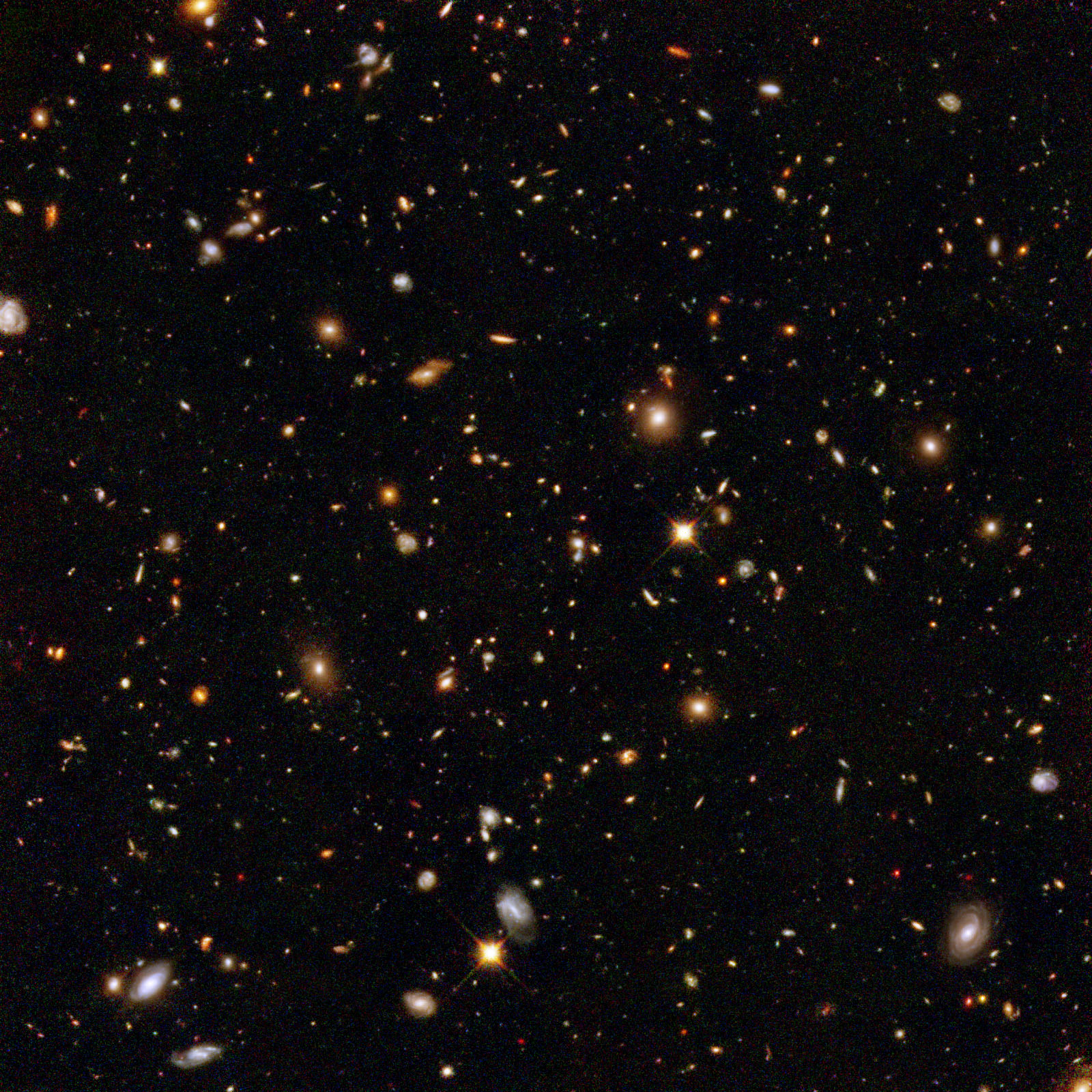
Hubble Ultra Deep Field снятый NICMOS расширяет данные ранее полученные для этой области ближним ИК диапазоном.

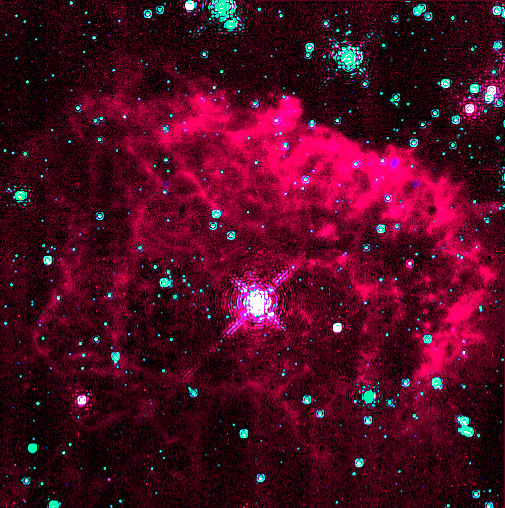
Звезда и Туманность Пистолет, снятая NICMOS в 1997.

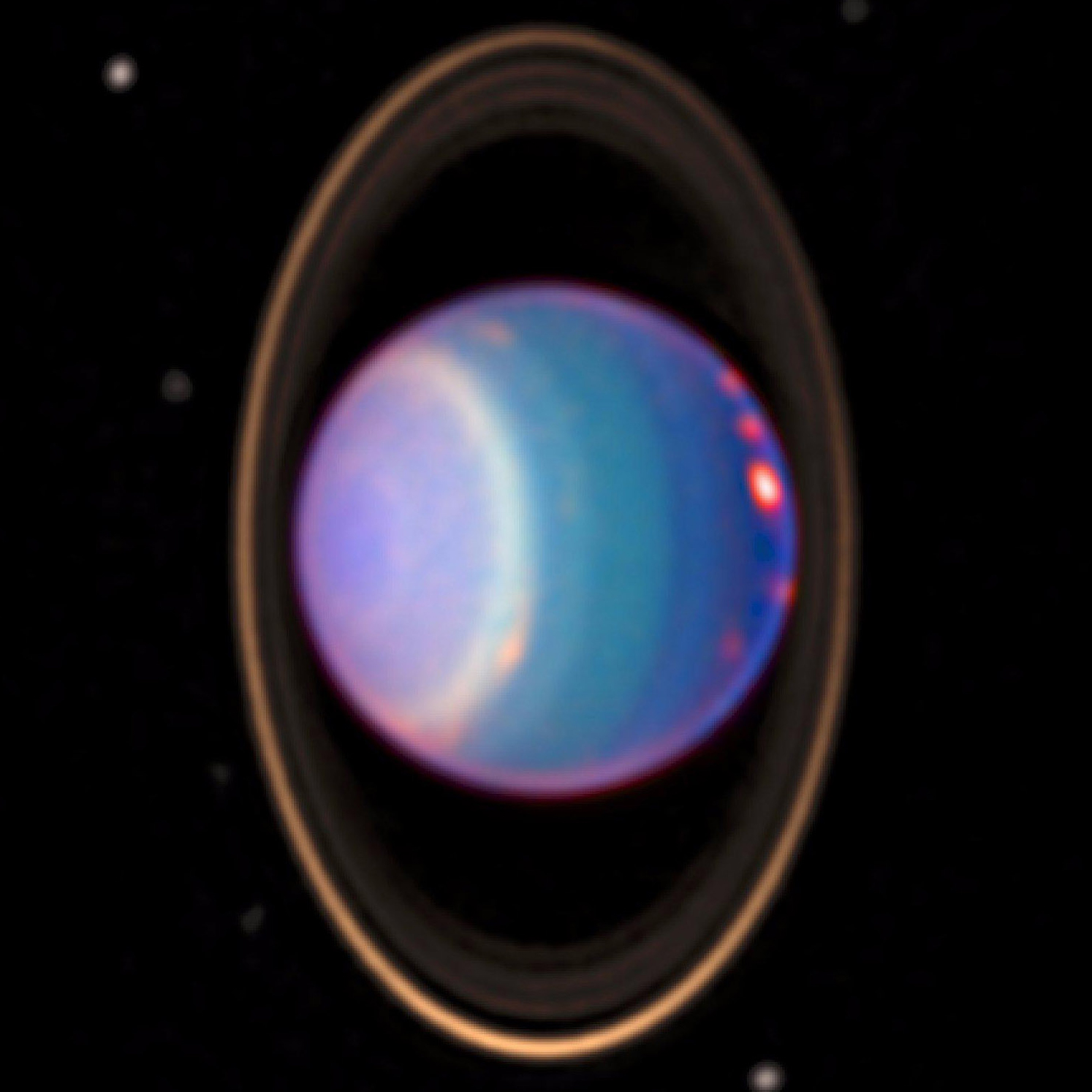
Кольцевые облака газового гиганта, Урана. Кольца и луны Урана, снятые NICMOS в 1998.

NICMOS (англ. Near Infrared Camera and Multi-Object Spectrometer) — Камера ближней инфракрасной области и многообъектный спектроскоп. Научный инструмент для наблюдений в инфракрасном диапазоне, используемый в космическом телескопе «Хаббл».
Инструмент был сконструирован в NICMOS Instrument Definition Team, находящейся в Обсерватории Стюарда Университета Аризоны. Он позволяет осуществлять наблюдения в инфракрасном диапазоне 0,8 — 2,5 микрона. Этот диапазон находится вне диапазона видимого света, в частности, для представления результатов исследований в публикациях часто используют условные цвета.
NICMOS был установлен в «Хаббл» во время второй экспедиции шаттла Дискавери (STS-82) в феврале 1997 года.
Для выполнения исследований необходимо было обеспечить отсутствие влияния на результат теплового излучения самого инструмента. Чтобы решить эту задачу, было решено охлаждать детекторы и оптические фильтры инструмента с помощью сосуда Дьюара, в который был помещен в качестве хладагента азот в твёрдом состоянии (температура плавления — 63,29 K. Однако, хладагент испарился значительно раньше: в январе 1999 года, что остановило использование инструмента до того, как в марте 2002 года во время третьей экспедиции шаттла Колумбия (STS-109) была заменена система охлаждения. С этого момента инструмент функционирует постоянно.